# 준 클라이드

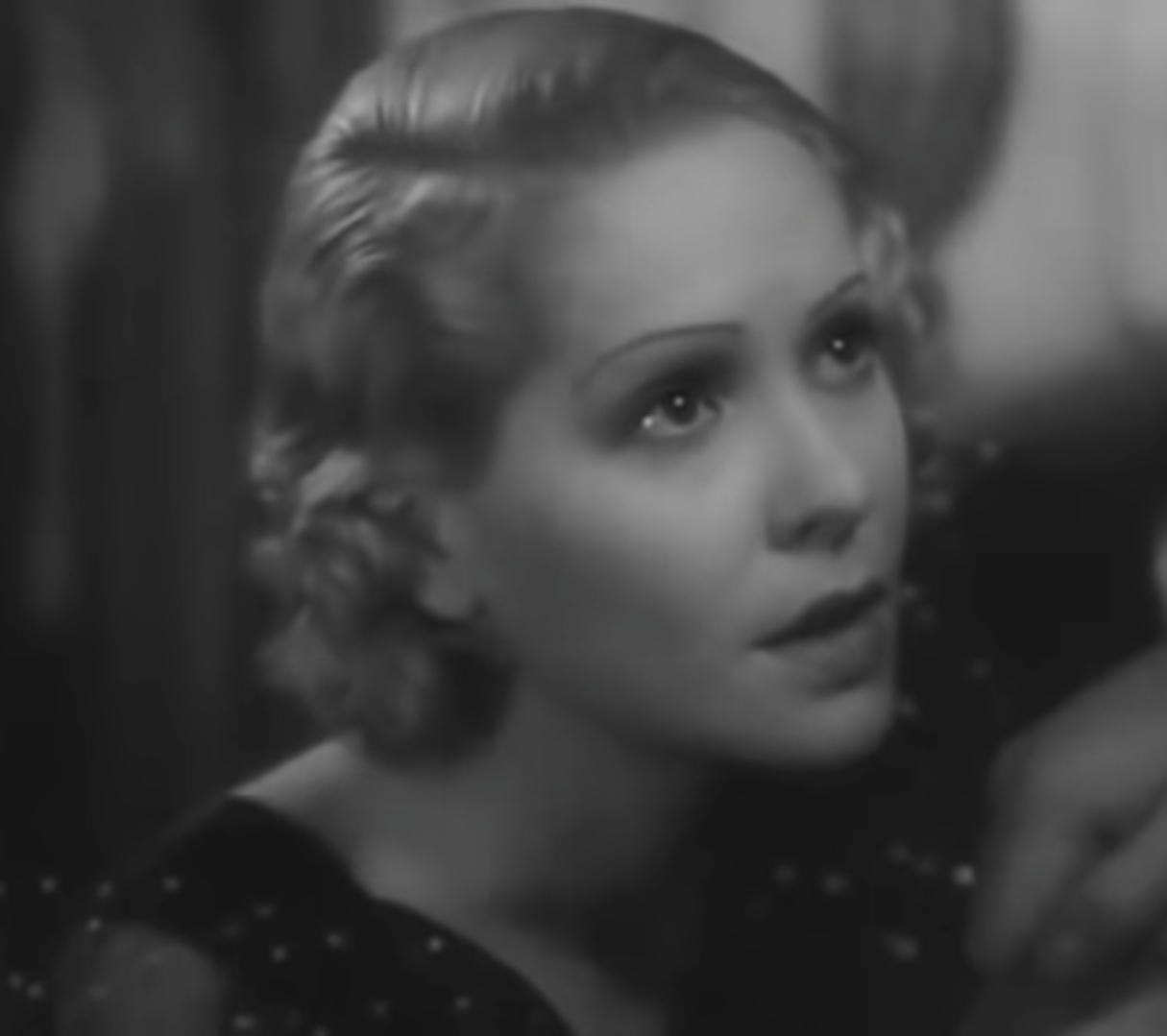
준 클라이드의 모습

준 클라이드(June Clyde, 1909년 12월 2일 ~ 1987년 10월 1일)는 미국의 배우, 가수, 댄서, 영화배우, 연극 배우이다.
세인트조셉에서 태어났으며 포트로더데일에서 사망하였다. 사인은 질병이다.

## 영화
- 에스더 코스텔로의 이야기 (1957년)
- 비하인드 더 마스크 (1946년)
- 헐리우드 파티 (1934년)
- 어 스터디 인 스칼렛 (1933년)
- 히트 더 덱 (1930년)
- 뻐꾸기 (1930년)